# El arte de amar (Fromm)
El arte de amar es un libro escrito por el sociólogo, psicólogo, filósofo y humanista alemán Erich Fromm, miembro de la llamada Escuela de Frankfurt. El libro se publicó originalmente en inglés con el título The Art of Loving (1956, ISBN 78-0061129735), y su traducción al español apareció en 1959. En el 2000 la Biblioteca Erich Fromm lanzó una nueva edición publicada por Paidós.

## Contenido
En este libro, Fromm recapitula y complementa los principios teóricos acerca de la naturaleza humana que ya había comenzado a desarrollar en El miedo a la libertad y en Ética y psicoanálisis. Fromm postula que el amor puede ser producto de un estudio teórico puesto que es un arte, "así como es un arte el vivir" y, para el dominio de cualquier arte es imperiosamente necesario que se llegue a un dominio profundo, tanto de la teoría como de la práctica.
El libro postula principalmente que el amor es la respuesta al problema de la existencia humana, puesto que el desarrollo de éste conlleva a una disolución del estado de separación o separatividad sin perder la propia individualidad. Asimismo estudia la naturaleza del amor en sus diversas formas: amor fraternal, amor de padre y de madre, amor a uno mismo, amor erótico y amor a Dios. El autor postula que los elementos necesarios para el desarrollo de un amor maduro son el cuidado, la responsabilidad, el respeto y el conocimiento. En el capítulo tres Fromm realiza un análisis del amor y su significado en la sociedad actual, con base en el cual llega a la conclusión de que el modo capitalista de producción tiende a enajenar al hombre y a imposibilitarlo —al menos socialmente— para amar. El amor en las sociedades modernas, según Fromm, es concebido en los mismos términos que las relaciones de intercambio capitalistas: la pareja se habría convertido en un «equipo de trabajo» y, de este modo, ha terminado por adoptar los valores y modos de pensar propios del capitalismo.

## Distribución
El libro contiene cuatro capítulos:
- I. ¿Es el amor un arte?
- II. La teoría del amor
- III. El amor y su desintegración en la sociedad contemporánea
- IV. La práctica del amor